# Маринго (окръг, Алабама)
Окръг Маринго (на английски: Marengo County) е окръг в щата Алабама, Съединени американски щати. Площта му е 2546 km², а населението – 19 323 души (1 април 2020). Административен център е град Линдън.